# Robert-Léon Wagner
Robert-Léon Wagner (* 12. Mai 1905 in Paris; † 26. Februar 1982 ebenda) war ein französischer Romanist.

## Leben und Werk
Robert-Léon Wagner war Schüler in einem Jesuitenkolleg in Le Mans. Er wurde Agrégé und Gymnasiallehrer in Chartres (1930–1934). Von 1934 bis 1946 vertrat er als Maître de conférences René Bray an der Universität Caen. Er habilitierte sich bei Charles Bruneau mit den beiden Thèses Les Phrases hypothétiques commençant par "si" dans la langue française, des origines à la fin du XVIe siècle (Paris 1939) und "Sorciers et magiciens". Contribution à l'étude du vocabulaire de la magie (Paris 1939) und wurde 1946 Professor an der Sorbonne, 1949 als Nachfolger von Albert Dauzat Directeur d'études an der École pratique des hautes études, sowie 1970 Professor an der Universität Paris III Sorbonne Nouvelle. Er lehrte zeitweise am Department of French Studies der Universität Manchester. 1962 wählte ihn die Académie royale de langue et de littérature françaises de Belgique zu ihrem Mitglied.

Wagner war der Lehrer einer ganzen Generation französischer Sprachwissenschaftler (u. a. von Jacqueline Pinchon, Henri Mitterand, Algirdas Julien Greimas und Bernard Quemada, manche, wie Gérard Moignet, Jean Stéfanini oder Bernard Pottier, zusätzlich beeinflusst von dem von ihm anerkannten und geförderten Gustave Guillaume). In der breiteren gebildeten Öffentlichkeit war Wagner vor allem bekannt als Mitautor der sehr erfolgreichen Grammatik „Wagner-Pinchon“.

## Weitere Werke
- Introduction à la linguistique française, Lille/Genf 1947, 1955.
- Textes d'étude (ancien et moyen français), Lille/Genf 1949.
- Le XVIe siècle, textes choisis et commentés (zusammen mit Gérald Antoine und Pierre Clarac), Paris 1950.
- Corneille, Clitandre, éd. du texte de 1632 avec des variantes et un lexique, Lille/Genf 1949.
- Supplément bibliographique à l'Introduction à la linguistique française, 1947–1953, Genf/Lille 1955.
- Grammaire du français classique et moderne (zusammen mit Jacqueline Pinchon), Paris 1962, 1991.
- Les Vocabulaires français, 2 Bde., Paris 1967–1970.
- La Grammaire française, 2 Bde., Paris 1968–1973.
- L'Ancien français, Paris 1974.
- Essais de linguistique française, hrsg. von Jacqueline Pinchon, Henri Mitterand und Bernard Quémada, Paris 1980.